# Nacajuca (kommun)
Nacajuca är en kommun i Mexiko.   Den ligger i delstaten Tabasco, i den sydöstra delen av landet, 700 km öster om huvudstaden Mexico City.
Följande samhällen finns i Nacajuca:
- Pomoca
- Nacajuca
- Bosque de Saloya
- La Selva
- Saloya 2da. Sección
- Samarkanda
- El Tigre
- Brisas del Carrizal
- Taxco
- Olcuatitán
- Tecoluta 2da. Sección
- Corriente 1ra. Sección
- Banderas
- San Simón
- Manuel Buendía Téllez Girón
- Isla Guadalupe
- Aparceros
- El Hormiguero
- Salvador Allende
- La Pera
- Libertad 2da. Sección
- El Pastal
- Ferlles Nuevo Campestre
- El Chiflón
- Benito Juárez
- Corralillo
- Guatacalca